# Gisbert Jäkel
Gisbert Jäkel (geboren 1954 in Aachen) ist ein deutscher Bühnenbildner, der fallweise auch als Regisseur arbeitet. Er ist in Schauspiel und Oper tätig.

## Als Bühnenbildner
Jäkel studierte Bühnenbild an der Kunsthochschule Köln bei Rolf Glittenberg. Danach absolvierte er Assistenzen am Schauspielhaus Köln, an der Hamburgischen Staatsoper und am Théâtre de la Monnaie in Brüssel. Seit 1984 ist er durchgehend als Bühnenbildner beschäftigt, die ersten dreizehn Jahre überwiegend in Festengagements – zuerst für zwei Spielzeiten am Theater Freiburg, wo er die Regisseurin Andrea Breth kennenlernte, mit der er an zahlreichen Bühnen zusammenarbeiten sollte. Von 1986 bis 1990 war er Ausstattungsleiter am Schauspiel Frankfurt, wo er mit den Regisseuren Dietrich Hilsdorf, Benjamin Korn, Uwe Eric Laufenberg, Marco Bernardi und Michael Gruner zusammenarbeitete. Schließlich war er von 1992 bis 1997 an der Schaubühne am Lehniner Platz in Berlin engagiert. Seither arbeitet er freischaffend. Uwe Eric Laufenberg holte ihn von 2005 bis 2007 als Regisseur und Bühnenbildner ans Hans Otto Theater in Potsdam und seit 2014 ist er – wiederum von Laufenberg verpflichtet – vorwiegend für die Hessischen Staatstheater in Wiesbaden tätig.
Seine Arbeit im Schauspiel erstreckt sich auf den gesamten deutschen Sprachraum, häufig war er Gast am Wiener Burgtheater und am Schauspielhaus Zürich, fallweise am Schauspielhaus Bochum, am Theater Basel und am Schauspielhaus Graz. Im Bereich Musiktheater war er an der Deutschen Oper und der Komischen Oper in Berlin tätig, an der Semperoper Dresden und am Staatstheater Stuttgart, bei den Bayreuther und den Schwetzinger Festspielen, bei den Bregenzer und den Salzburger Festspielen, an der Wiener Staatsoper, der Oper Graz und am Musiktheater Linz, am Theater Basel, an der Opéra Bastille von Paris und am Théâtre Royal de la Monnaie von Brüssel.

### Andrea Breth
Die langjährige Zusammenarbeit von Breth und Jäkel ist von hoher wechselseitiger Wertschätzung geprägt – und von außerordentlichen Erfolgen. Neunmal wurden Andrea-Breth-Inszenierungen zum Berliner Theatertreffen eingeladen, sechs davon in Gisbert-Jäkel-Bühnenbildern. Die Zusammenarbeit begann in Freiburg, mit Friedrich von Schiller und mit Federico García Lorca. Zuerst Kabale und Liebe:

„Kein Liebespaar der Weltliteratur zum Beispiel   r e d e t   ja so viel von Liebe wie Schillers Ferdinand und Luise, [...] keines auch ver- und zerredet die Liebe so, [...]. Die beiden treffen sich denn auch nie – außer in Worten. Ihre Erotik ist fast identisch mit ihrer Grammatik. Aber dann betraten sie im Dezember 1984 die Bühne des Freiburger Stadttheaters, nahmen sich bei den Händen, setzten an zu doppelten Rittbergern, Todesspiralen, zu unendlich langsam ausgekosteten Vorwärts- und Rückwärtsschwüngen und glitten dahin wie Eiskunstläufer durch ein hohes, scheinbar leeres Bühnenbild Gisbert Jäkels, dessen Wände in Bewegung gerieten und hie und da labyrinthische Nischen bildeten.“

Begleitet wurden die Liebenden von Mozarts Jupiter-Sinfonie, vom langsamen Satz – wenn sie nicht gerade durch ein kahles Fenster „in eine eiseserkaltete Winterlandschaft hinausstiegen“. Die Bilder von Gisbert Jäkel und Andrea Breth am Beginn ihrer Karrieren machten Furore, auch im Fall von Bernarda Albas Haus, ebenfalls in Freiburg, eingeladen zum Theatertreffen 1985.
Es folgte das Schauspielhaus Bochum, es folgte Julien Green. Das Stück hieß Süden. Es spielten, tanzten Geta Bahrmann, Andrea Clausen, Ivo Dolder, Nicole Heesters, Robert Owens, Annelore Sarbach, Rolf Schult, Jochen Tovote, Katharina Tüschen, Stephan Ullrich und andere. Am Vorabend des amerikanischen Bürgerkrieges erwartet eine feine Gesellschaft im Haus des Plantagenbesitzers Broderick das Weltgericht. Es wird üppigst diskutiert, doch vorsätzlich verschwiegen, worum es eigentlich geht, den inhärenten Rassismus, die unterdrückten Gefühle, die deformierenden Konventionen. Die Inszenierung wurde eingeladen zum Theatertreffen 1987. Es folgten – wiederum in Bochum – Die Letzten von Maxim Gorki, eingeladen zum Theatertreffen 1990.
Burgtheater Wien, Dezember 1990. Es spielten Traugott Buhre den Dorfrichter Adam, Kirsten Dene die Marthe Rull, Andrea Clausen die Eve und Tobias Langhoff eine unbekannte Rolle. Regine Müller schrieb im Jahr 2009 über diese lange zurückliegende Aufführung des Zerbrochnen Krugs, Andrea Breth lud „Kleists Lustspiel mit metaphysischen Dimensionen auf und zeigte ein Weltgericht, das buchstäblich beim ersten Sündenfall und der Vertreibung Adams und Evas aus dem Paradies ansetzte.“ Benjamin Henrichs schrieb: „Die Erde, wie mittlerweile bekannt, ist eine Kugel. Das Paradies, von Gisbert Jäkel gebaut, ist eine kreisrunde Scheibe, die schief im riesigen Burgtheater-Bühnenhaus hängt. An der Rampe stößt sie auf den Boden, am fernsten Punkt ragt sie hoch in den Theaterhimmel. Dort oben [...] sitzt [...] Traugott Buhre. [...] Mitten durch die Paradiesscheibe schlängelt sich ein blauer Fluß steil abwärts – an seinem rechten Ufer kriecht eine schwarze Schlange.“ Doch nicht diese außergewöhnliche Inszenierung wurde zum Berliner Theatertreffen eingeladen, sondern erst die nächste Inszenierung Andrea Breth am Wiener Burgtheater, Das Ende vom Anfang von Sean O’Casey, 1992, wiederum in den Bühnenbildern von Gisbert Jäkel.
Nachdem sie in Wien deutsches Lustspiel inszeniert hatte, ging Andrea Breth nach Berlin, um an der Schaubühne am Lehniner Platz österreichische Tragödie zu inszenieren: Der einsame Weg von Arthur Schnitzler (September 1991), gefolgt von Gorkis Nachtasyl (Juni 1992), Letzten Sommer in Tschulimsk von Alexander Wampilow (Dezember 1992) und Von morgens bis mitternachts von Georg Kaiser (Mai 1993). Stets oblag die Ausstattung Gisbert Jäkel und Susanne Raschig (Kostüme). Jäkel stattet noch weitere Breth-Inszenierungen in Berlin aus, 1994 Hedda Gabler, 1995 Die Möwe und 1997 Die Familie Schroffenstein. Das Wampilow-Stück und Hedda Gabler wurden zum Theatertreffen eingeladen.
Jahre später, im Frühjahr 2005, noch einmal eine Zusammenarbeit am Burgtheater: Der Kirschgarten von Tschechow. Die Furche schrieb von einer „Komödie ohne Heiterkeit“, die Welt von „Polaroids vom Sterben“.

### Uwe Eric Laufenberg
Mit dem Schauspieler und Regisseur Uwe Eric Laufenberg verbindet den Bühnenbildner eine intensive Zusammenarbeit, die in die frühen Frankfurter Jahre der Künstler zurückreicht und bis heute andauert. Während Laufenbergs Intendanz in Potsdam (2004–2009) war Jäkel als Bühnenbildner und Regisseur verpflichtet. Jäkel schuf die Bühnenbilder für Ernst Kreneks Karl V. bei den Bregenzer Festspielen 2008 und für Mozarts Don Giovanni 2010 an der Oper Köln. Gemeinsam erarbeiteten Laufenberg und Jäkel den Ring des Nibelungen am Musiktheater Linz (2013–14) und den Parsifal bei den Bayreuther Festspielen 2016.
Seit Herbst 2014 fungiert Laufenberg als Intendant der Hessischen Staatstheater Wiesbaden und Jäkel ist seither dort fest engagiert, als Bühnenbildner für Schauspiel und Oper. In rascher Folge entstanden zahlreiche Opernproduktionen: 2014 als Eröffnungspremiere die Frau ohne Schatten von Hugo von Hofmannsthal und Richard Strauss, 2015 Verdis Otello, 2016 und 2017 die Überarbeitung des Linzer Ring des Nibelungen, 2018 Arabella von Hofmannsthal/Strauss, 2019 Verdis Rigoletto und Bizets Carmen. Die für Mai 2020 geplante Neuinszenierung von Wagners Tristan und Isolde musste COVID-19-bedingt abgesagt werden.
Für die Spielzeit 2020–21 sind als gemeinsame Projekte Mozarts Hochzeit des Figaro und Puccinis Trittico angekündigt.

### Krämer, Neuenfels, Gürbaca, Kerkhof
Seit der Salzburger Premiere der Liebe der Danae von Richard Strauss im Kleinen Festspielhaus im Sommer 2002 bestand eine kurz, aber enge Zusammenarbeit mit dem Regisseur Günter Krämer. Es spielte die Sächsische Staatskapelle Dresden, dirigiert von Fabio Luisi, die Kostüme entwarf Falk Bauer, Lichtdesigner war Reinhard Traub. Die Inszenierung sorgte für heftige Reaktionen des Salzburger Publikums. Es folgte am 25. Mai 2003 eine Neuinszenierung von Richard Wagners Tristan und Isolde an der Wiener Staatsoper mit Christian Thielemann am Pult. Auch in diesem Fall reagierte das Publikum ziemlich wütend. Für die Semperoper in Dresden entwarf er die Bühnenbilder zur Günter-Krämer-Inszenierung der Fledermaus.
Regisseur Hans Neuenfels verpflichtete Jäkel für drei Opern des 20. Jahrhunderts und für eine Uraufführung. 2004 entstand an Staatsoper Stuttgart Věc Makropulos von Leoš Janáček und an der Komischen Oper Berlin Lady Macbeth von Mzensk von Dimitri Schostakowitsch. Bei den Schwetzinger Festspielen 2009 stellten der Dirigent Jonathan Stockhammer, Hans Neuenfels, Gisbert Jäkel und die Kostümbildnerin Elina Schnizler eine Uraufführung von Wolfgang Rihm vor: Proserpina, ein Monodram für Sopran, Frauenchor und Orchester. Die Titelpartie sang Mojca Erdmann. Die Inszenierung wurde in der Kritikerumfrage der Zeitschrift opernwelt zur Uraufführung des Jahres gewählt, sie wurde auch 2010 an das Opernhaus Wuppertal übernommen. An der Oper Frankfurt gestaltete Jäkel schließlich im September 2011 das Bühnenbild für die Hans-Neuenfels-Inszenierung der Penthesilea des Schweizer Komponisten Othmar Schoeck.
An der Deutschen Oper Berlin kreierte er 2008 das Bühnenbild für Wagners Fliegenden Holländer, inszeniert von Tatjana Gürbaca, dirigiert von Jacques Lacombe. In Köln entstand 2011 eine Neuinszenierung des Wozzeck von Alban Berg, inszeniert von Ingo Kerkhof, dirigiert von Markus Stenz. In Wiesbaden arbeitete er auch mit Manfred Karge (im Schauspiel) und neuerlich mit Ingo Kerkhof (in der Oper) zusammen – für Antigone in der Brecht’schen Fassung von 1948, für Orpheus und Eurydike von Christoph Willibald Gluck und für Jenůfa von Leoš Janáček.

## Als Regisseur
Von der Oper Graz wurde er 1998 eingeladen, die künstlerische Gesamtkonzeption für Regie und Bühne von Verdis Rigoletto zu übernehmen. Es dirigierte Marco de Prosperis. Jäkel wählte einen psychoanalytischen Ansatz und zeigte eine aufregende Welt dysfunktionaler Charaktere, so die Kritik: Der Herzog des Boiko Zwetanow glänzte als skrupelloser Narziß, Jacek Strauch gab den Hofnarren als emotional verletzten Vater und dessen Tochter, Martina Unden als Gilda, spielte das naive und allseits dominierte Mädchen. Die Szenerie wurde von Bild zu Bild immer abstrakter, Rigolettos Haus konnte man auch als Gildas Gefängnis lesen. Die Aufführung wurde von Publikum und Presse sehr positiv aufgenommen. Jäkel wurde daraufhin sogleich die Neuinszenierung des Ring des Nibelungen übertragen, der in den Jahren 1999 und 2000 an der Grazer Oper herauskam. Er übernahm auch die Gestaltung der Bühnenbilder, die Kostüme verantwortete Anna Eiermann, es dirigierte Wolfgang Bosić.
Im September 2001 zeigte das Theater Bremen seine Zauberflöten-Inszenierung. Im Vorabinterview stellte er fest: „Es bedarf künstlerischer Setzung und Behauptung, wenn man das Stück nicht als Märchen- und Nummerntheater abspulen will.“
Während seines Engagement am Hans-Otto-Theater in Potsdam stand Jäkel ebenfalls am Regiepult, diesmal überwiegend im Schauspiel. Er inszenierte in Potsdam Tolstois Krieg und Frieden (2005) mit Johannes Suhm als Napoleon, Brecht/Weills Die sieben Todsünden und Schillers Kabale und Liebe (2006) mit Moritz Führmann und Adina Vetter als Liebespaar. Désirée Nick war die Hauptdarstellerin seiner Inszenierung des Theaterstückes Am Ziel von Thomas Bernhard. Eine weitere Regiearbeit Jäkels in Potsdam galt Il combattimento von Claudio Monteverdi.

## Kurzbiographien
- Bayreuther Festspiele
- Hessisches Staatstheater
- Landestheater Linz
- Semperoper Dresden